# Aïssata Moumouni
Aïssata Moumouni, född 1939, död 2021, var en nigerisk lärare och politiker.
Hon blev 1989 en av de fem första kvinnorna som valdes in i parlamentet, och samma år den första kvinnliga ministern, i Niger.
Hon utnämndes 1987 till statssekreterare för folkhälsa, sociala frågor och ansvarig för Kvinnors intressefrågor, och som sådan den första kvinnliga regeringsmedlemmen i sitt land; hon var, sedan första den kvinnliga minister två år senare genom att bli minister för sociala frågor och kvinnor mellan 1989 och 1991, och slutligen utbildningsminister medborgare mellan 1996 och 1999.